# N,N-二丁基色胺
N,N-二丁基色胺（DBT）是一种有机化合物，化学式为C18H28N2，它是一种迷幻药物。它可以色胺盐酸盐和正丁醛为原料，经多步反应制得。它可以被间氯过氧苯甲酸氧化为相应的N-氧化物。